# BWT (przedsiębiorstwo)
BWT, BWT AG – austriackie przedsiębiorstwo z siedzibą w Mondsee założone w 1990 roku, producent systemów uzdatniania wody. Nazwa BWT jest skrótem od Best Water Technology.

## Historia
Historia BWT AG rozpoczęła się w 1823 roku, kiedy przedsiębiorstwo to zostało założone w Niemczech przez Johanna Adama Benckisera jako Benckiser Wassertechnik. Po kilku przejęciach i połączeniach spółka została zakupiona w 1990 roku przez Andreasa Weißenbachera w ramach wykupu menedżerskiego. Spółka została wprowadzona na giełdę wiedeńską w 1992 r. Głównym akcjonariuszem BWT jest grupa WAB.

## Produkcja
Przedsiębiorstwo ma pięć głównych zakładów produkcyjnych: w Mondsee (Austria), Schriesheim (Niemcy), Paryżu (Francja), Aesch (Szwajcaria) i Moskwie (Rosja), a także liczne spółki zależne i stowarzyszone oraz globalną sieć dystrybucji.

## Produkty
W ofercie przedsiębiorstwa znajdują się produkty przeznaczone do uzdatniania wody. Rozwiązania BWT wykorzystywane są zarówno przez osoby indywidualne (dzbanki i filtry do wody, zestawy podzlewowe, zmiękczacze czy odkurzacze basenowe), jak i klientów biznesowych z branży farmaceutycznej Pharma & Biotech, hotelarskiej i gastronomicznej, budownictwie i przemyśle, a także w produkcji ogniw paliwowych i akumulatorów.
Portfolio produktów obejmuje całe spektrum technologii uzdatniania wody. Obejmuje to filtrację, systemy wymiany jonowej mediów filtracyjnych do demineralizacji, ochronę przed osadzaniem się kamienia, zmiękczanie wody, dekarbonizację, dezynfekcję (UV, ozon, dwutlenek chloru itp.), technologię pomiaru, technologię mikrofiltracji membranowej, ultrafiltrację i nanofiltrację, odwróconą osmozę, czyste generatory pary, destylacja czystej wody, systemy UV, generatory ozonu, membrany jonowymienne, elektroliza, elektrodializa, elektrodionizacja, generatory dwutlenku chloru i pompy dozujące.

## Sponsoring

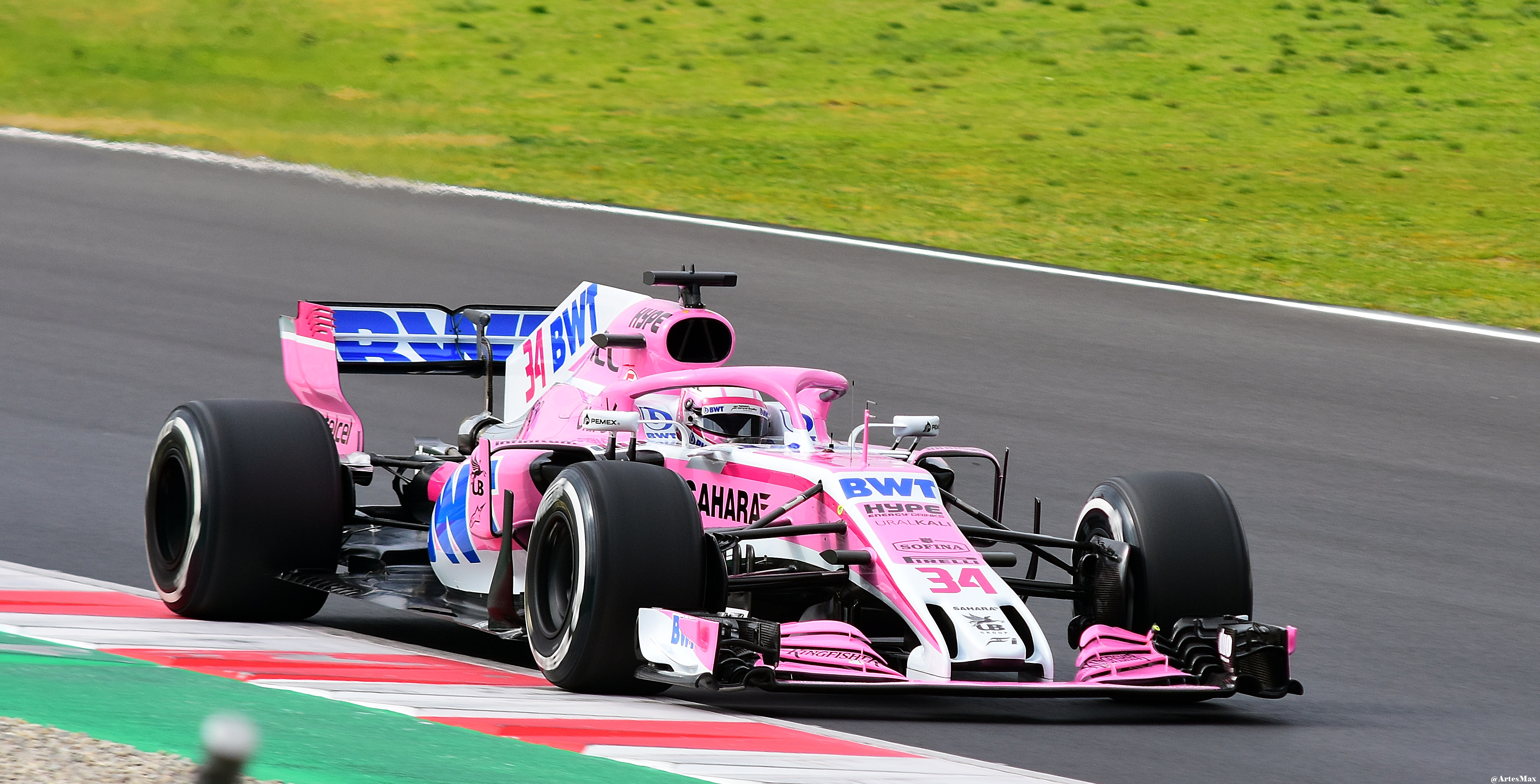
Samochód Force India VJM11 w barwach sponsora BWT

BWT ma szeroki zakres umów sponsoringowych z różnymi zespołami sportów motorowych, takimi jak Mücke Motorsport w DTM, Forze Hydrogen Electric Racing, studencki zespół wyścigowy z Uniwersytetu Technicznego w Delfcie produkujący samochody wyścigowe na wodór, ADAC GT Masters i Formułę 4 oraz Walter Lechner Racing w Porsche Carrera Cup Germany i Porsche Supercup. Od 2017 roku BWT było tytularnym sponsorem Force India (później Racing Point, a w 2021 sponsorem Aston Martin)
Od 2022 jest sponsorem zespołu Alpine F1 Team..
Ponadto w latach 2019-2020 silniki dostarczane do zespołu Racing Point przez Mercedesa, były nazywane jako BWT Mercedes.
Oprócz sportów motorowych BWT sponsoruje również sporty zimowe takie jak hokej, narciarstwo alpejskie czy skoki narciarskie. Sponsorują całą kadrę czeskich skoczków. Od 2017 roku logo BWT pojawia się na nartach polskich skoczków (Jakub Wolny, Dawid Kubacki, Piotr Żyła i Maciej Kot).
W sezonie 2022/2023 BTW jest sponsorem drużyny siatkówki kobiet KS DevelopRes Rzeszów, występującej w TAURON Lidze.

## Nagrody i wyróżnienia
Produkty BWT dla technologii budownictwa dla prywatnych gospodarstw domowych dwukrotnie zdobyły nagrodę Plus X Award. W 2012 r. System zmiękczania wody perla AQA został uznany za „Najlepszy produkt roku 2013”, a filtr E1 z pojedynczą dźwignią (filtr wody pitnej, który zapobiega przedostawaniu się obcych ciał i zanieczyszczeń do systemu domowego przez sieć rurociągów i uszkodzenie instalacji) otrzymało to samo wyróżnienie w 2013 roku.
W 2014 roku filtr do wody stołowej „black penguin” BWT Gourmet zdobył nagrodę Red Dot Design Award, nosi również czerwoną pieczęć jakości w kategorii „Product Design 2014”.